# Zuidelijke bronlibel
De zuidelijke bronlibel (Cordulegaster bidentata) is een echte libel uit de familie van de bronlibellen (Cordulegastridae), die voorkomt bij schone, meest zeer kleine bronbeekjes en bronnen in de kalkrijke gebieden van de Europese middelgebergten en de Alpen. De wetenschappelijke naam van de soort werd in 1843 gepubliceerd door Edmond de Selys Longchamps.
In Nederland komt de zuidelijke bronlibel niet voor, in België komt hij zeer zeldzaam voor in de Ardennen.

## Veldkenmerken
Een volwassen zuidelijke bronlibel heeft twee grote gele vlekken op de middelste achterlijfssegmenten. De nimf heeft een dobbelsteenvormige kop, ogen als speldenknopjes en een sigaarvormig lichaam, in tegenstelling tot de gewone bronlibel (Cordulegaster boltonii) heeft de nimf geen zijdoornen aan het achterlijf.

## Gedrag en voortplanting
De nimf van de zuidelijke bronlibel graaft zich, gedurende zijn ontwikkeling tot volwassen libel, in de zandige bodem in tot alleen de ogen en de achterlijfspunt nog zichtbaar zijn. Gedurende deze tijd voedt hij zich over het algemeen met vlokreeftjes in de beek. Deze periode kan wel vijf jaar duren.

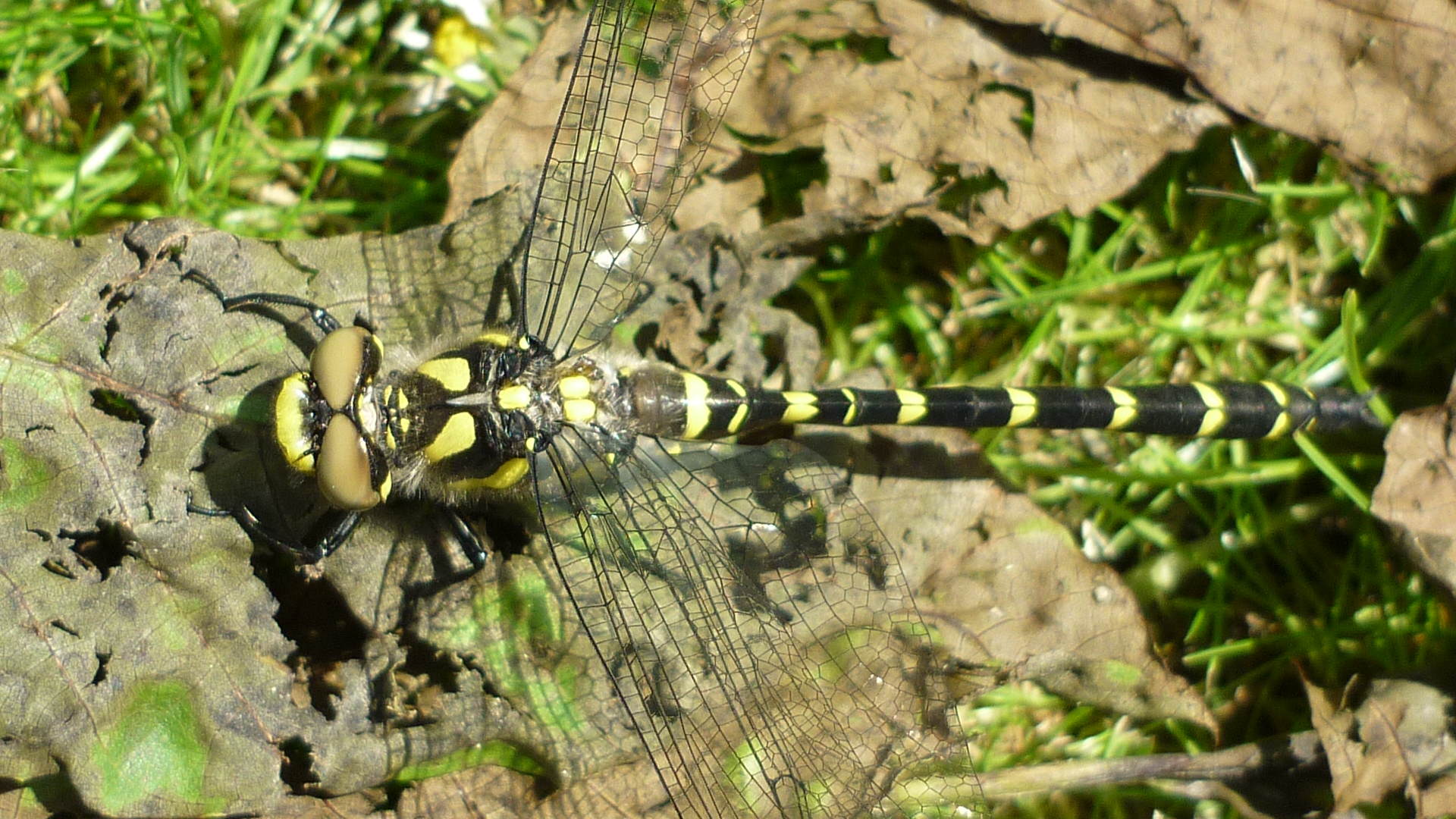
bovenzijde
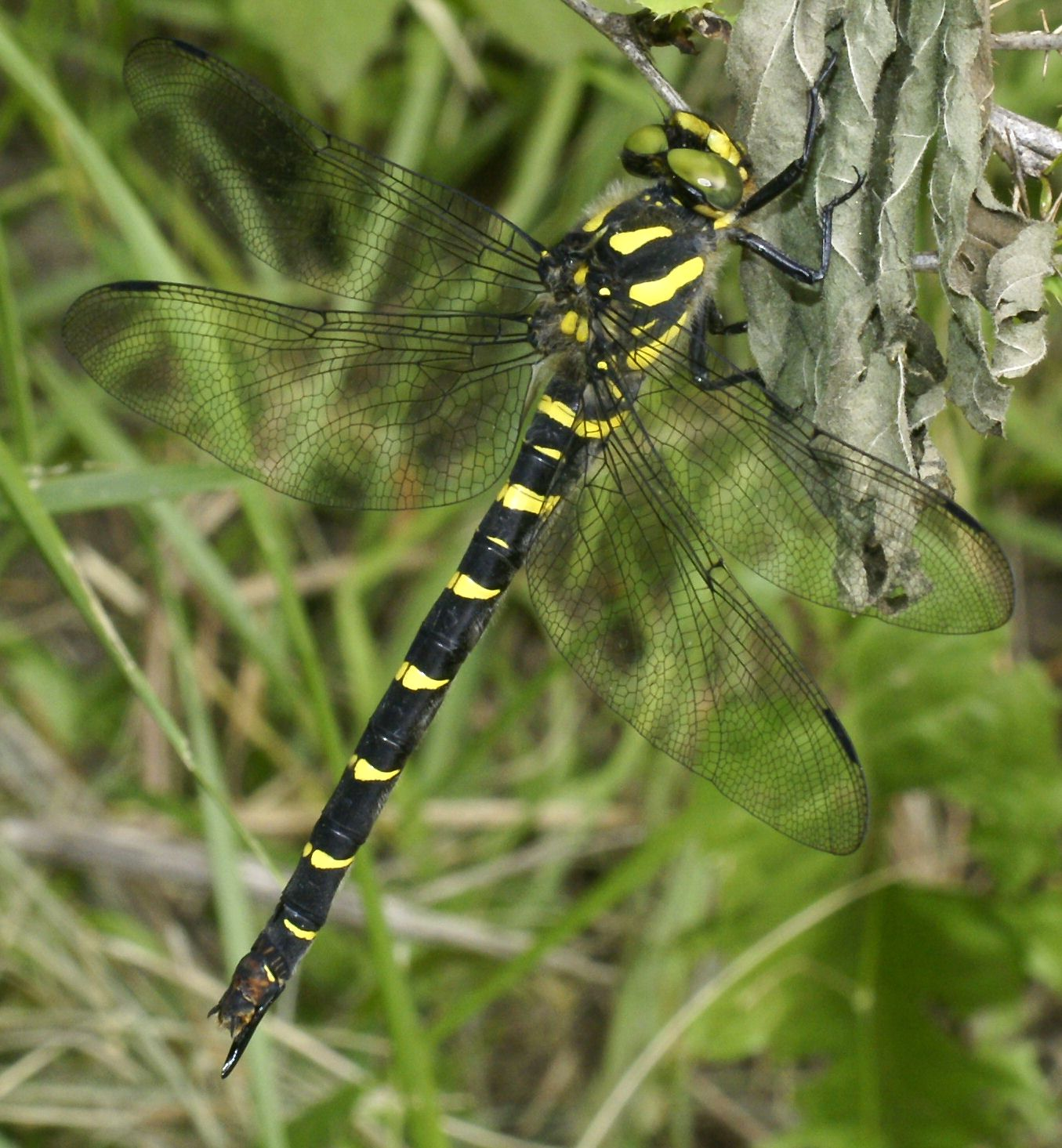
vrouwtje
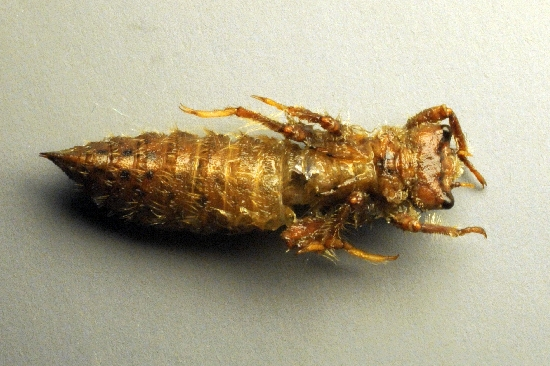
Exuvium van nimf